# BMW Ljubljana Open 1992
Il BMW Ljubljana Open 1992 è stato un torneo di tennis facente parte della categoria ATP Challenger Series nell'ambito dell'ATP Challenger Series 1992. Il torneo si è giocato a Lubiana in Slovenia dal 4 al 10 maggio 1992 su campi in terra rossa.

## Vincitori

### Singolare
Magnus Larsson ha battuto in finale  Mikael Tillström con il punteggio di 6–4, 6–4

### Doppio
Magnus Larsson /  Mikael Tillström hanno battuto in finale  Cristian Brandi /  Federico Mordegan con il punteggio di 6–3, 6–2